# Садовська Тетяна Кирилівна
Тетяна Кирилівна Садовська (рос. Татьяна Кирилловна Садовская, нар. 3 квітня 1966) — радянська фехтувальниця на рапірах, бронзова призерка Олімпійських ігор 1992 року.

## Виступи на Олімпіадах
| Олімпіада      | Дисципліна           | Місце |
| -------------- | -------------------- | ----- |
| Сеул 1988      | індивідуальна рапіра | 5     |
| Сеул 1988      | командна рапіра      | 4     |
| Барселона 1992 | індивідуальна рапіра | 3     |
| Барселона 1992 | командна рапіра      | 4     |